# The Drones
The Drones är en australisk rockgrupp, bildad 1998 i Perth. Efter att ha flyttat till Melbourne gav bandet 2002 ut debutalbumet Here Come the Lies på skivbolaget Spooky Records.

## Diskografi
- 2002 – Here Come the Lies
- 2005 – Wait Long by the River and the Bodies of Your Enemies Will Float By
- 2005 – The Miller's Daughter
- 2006 – Gala Mill
- 2007 – Live in Spaceland
- 2008 – Havilah
- 2013 – I See Seaweed
- 2016 – Feelin Kinda Free